# Rebecca Chiu
Rebecca Chiu Wing Yin (chinesisch 趙詠賢; * 24. November 1978 in Hongkong) ist eine ehemalige Hongkonger Squashspielerin.

## Karriere
Rebecca Chiu begann ihre professionelle Karriere in der Saison 1993 und gewann bis zu ihrem Karriereende zum Ende des Jahres 2010 16 Titel auf der WSA World Tour. Ihre höchste Platzierung in der Weltrangliste erreichte sie mit Position 13 im Oktober 2007. Bei den Asienspielen gewann sie insgesamt vier Medaillen. Drei Silbermedaillen gewann sie in den Einzelwettbewerben 1998 und 2006 sowie mit der Mannschaft 2010. Im Einzel 2002 errang sie die Goldmedaille gegen Nicol David, der sie 1998 und 2006 unterlegen war. Bei Asienmeisterschaften stand sie zwischen 2000 und 2010 fünfmal im Endspiel, verlor sie jedoch alle gegen Nicol David. Mit der Hongkonger Squashnationalmannschaft gewann sie 2000 und 2010 die Asienmeisterschaft. Bei den Hongkonger Meisterschaften gewann sie zwischen 1995 und 2008 insgesamt dreizehn Titel.

## Erfolge
- Vize-Asienmeister: 2000, 2002, 2006, 2008, 2010
- Asienmeister mit der Mannschaft: 2000, 2010
- Gewonnene WSA-Titel: 16
- Asienspiele: 1 × Gold (Einzel 2002), 3 × Silber (Einzel 1998 und 2006, Mannschaft 2010)
- Hongkonger Meister: 13 Titel (1995, 1997–2008)